# Treux
Treux (picardisch: Treu) ist eine nordfranzösische Gemeinde mit 219 Einwohnern (Stand 1. Januar 2022) im Département Somme in der Region Hauts-de-France. Die Gemeinde gehört zum Kanton Corbie und ist Teil der Communauté de communes du Val de Somme.

## Geographie
Die Gemeinde liegt rund acht Kilometer nordöstlich von Corbie und sechs Kilometer südwestlich von Albert am südlichen (linken) Ufer des moorigen Tals der Ancre zwischen Méricourt-l’Abbé und Ville-sur-Ancre an der Départementsstraße D120.

## Geschichte
Treux, das im Ersten Weltkrieg zerstört wurde, erhielt als Auszeichnung das Croix de guerre 1914–1918.

## Einwohner
| 1962 | 1968 | 1975 | 1982 | 1990 | 1999 | 2006 | 2010 |
| ---- | ---- | ---- | ---- | ---- | ---- | ---- | ---- |
| 132  | 128  | 185  | 245  | 267  | 244  | 260  | 243  |

## Verwaltung
Bürgermeister (maire) ist seit 2001 Lucien Salmon.	

## Sehenswürdigkeiten
- Kirche Notre-Dame aus dem 12. Jahrhundert mit einem Glockengiebel
- Tal der Ancre